# Loïc Rémy
Loïc Rémy (Rillieux-la-Pape, 2. siječnja 1987.) je francuski nogometaš koji nastupa za Lille i francusku nogometnu reprezentaciju. Francuz je prvenstveno glavni napadač, ali također može igrati i krilo te nastupati i kao drugi napadač. Njegov tadašnji trener u Marseilleu, Didier Deschamps, opisuje ga kao "mladog reprezentativca koji je brz i snažan s ogromnim potencijalom".
Rémy je nogometnu karijeru započeo u lokalnom omladinskom klubu u njegovom rodnom gradu Lyonu. 1999. godine pridružio se najvećem nogometnom klubu toga grada, Olympique Lyonnais i u njegovoj nogometnoj akademiji proveo punih šest godina. 2005. godine promoviran je u seniorski tim gdje se tri sezone borio za svoju poziciju dok su treneri kluba bili Gérard Houllier i Alain Perrin. 2008. godine otišao je na posudbu u RC Lens i, nakon uspješnih nastupa, kupio ga je OGC Nice tik pred sezonu 2008./09. Upravo je u tom klubu Rémy procvao kao napadač, postigavši 25 pogodaka u dvije godine koliko je tamo proveo. 2010. godine, nakon što je svojim odličnim igrama zaintrigirao nekoliko domaćih, ali i inozemnih nogometnih klubova, Rémy se pridružio branitelju naslova Marseilleu potpisavši petogodišnji ugovor. 
Rémy je igrao za francusku nogometnu reprezentaciju do 20 i do 21. Trenutno igra za seniorsku reprezentaciju gdje je svoj prvi nastup ostvario u lipnju 2009. godine u utakmici protiv Nigerije, još dok je izbornik bio Raymond Domenech. Svoj prvi pogodak za reprezentaciju postigao je u listopadu 2010. godine u utakmici s Rumunjskom pod vodstvom novog izbornika Laurenta Blanca.

## Klupska karijera

### Rana karijera
Rémy je rođen 2. siječnja 1987. godine u Rillieux-la-Pape, komuni u gradu Lyonu. Svoju mladu nogometnu karijeru započeo je u lokalnom klubu ASPTT Lyon čiji trener je bio René Jacquet, brat menadžera Aiméa Jacqueta. Nakon što su ga uočili skauti velikog Olympique Lyonnaisa, pridružio se njihovom klubu u omladinskoj akademiji. Tijekom provedenog vremena u Centre Tola Vologe, Rémy je trenirao s igračima kao što su Karim Benzema, Anthony Mounier i Hatem Ben Arfa. Nakon nekoliko godina provedenih u Akademiji,  11. listopada 2006. godine Rémy je potpisao svoj prvi profesionalni ugovor na tri godine. Samo tri dana iza toga, 14. listopada, upisao je svoj prvi profesionalni nastup u utakmici protiv Saint-Étiennea gdje je ušao kao zamjena Sylvainu Wiltordu u 73. minuti. Već sljedećeg mjeseca, 11. studenog, zaigrao je u prvoj postavi u utakmici protiv Sedana gdje je igrao 82. minute prije nego što je zamijenjen. Utakmica je završila pobjedom njegovog kluba 1-0.

### Posudba u Lens
U sezoni 2007./08. Rémy je promoviran u seniorski tim gdje mu je dodijeljen dres s brojem 12. Tijekom jesenskog dijela sezone upisao je tek šest ligaških nastupa za klub. 31. siječnja 2008. godine, Lyon je objavio da će posuditi Rémyja prvoligaškom klubu Lensu. Dogovor je također uključivao i mogućnost otkupa igrača, a cifra se kretala između 8 i 10 milijuna Eura. Rémyju je u Lensu dodijeljen dres s brojem 9, a svoj debi u novom klubu ostvario je 9. veljače 2008. godine kada je i postigao svoj prvi pogodak u profesionalnoj karijeri u 4-1 pobjedi protiv Caena. Dva tjedna kasnije, postigao je još jedan pogodak u 5-4 pobjedi protiv Le Mansa u polufinalu Lige kupa odigravši 96 minuta od ukupno 120 koliko ih se igralo u toj utakmici. 15. ožujka, pred 40 tisuća domaćih navijača, postigao je pobjedonosni pogodak protiv Marseillea. U finalu kupa 2008. godine protiv PSG-a, Rémy je započeo utakmicu, ali je nakon samo 12 odigranih minuta zamijenjen zbog ozljede. Lens je izgubio finale rezultatom 1-0. Nakon uspješno odrađene posudbe u kojoj je zabio 4 pogotka u 12 nastupa, najavljeno je da će se Rémy vratiti u Lyon za sezonu 2008./09.

### Nice
Iako su mu prema potpisanom ugovoru ostale još dvije godine u Lyonu, 5. lipnja 2008. godine objavljeno je da će se Rémy pridružiti igračima Nice s kojom je potpisao četverogodišnji ugovor uz cijenu transfera od otprilike 8 milijuna Eura, čime je oborio rekord transfera u klupskoj povijesti. Nakon dolaska dodijeljen mu je dres s brojem 7, a debi je ostvario u prvoj utakmici sezone koju je Nice izgubila 1-0 od Le Havrea. U sljedećih šest utakmica, Rémy će zabiti šest pogodaka. Neki od njih uključivat će i pogodak protiv bivšeg kluba Lyona te protiv Boulognea u Liga kupu. U razmaku od samo četiri dana u listopadu 2008., postigao je pogotke u utakmicama protiv Bordeauxa (2-2) i protiv Caena (1-1). Nakon što tijekom zimskog razdoblja nije postigao niti jedan pogodak, dobroj navici vratio se u ožujku 2009. godine kad je postigao tri pogotka u tri utakmice zaredom protiv Caena, PSG-a i Lorienta. Sezonu je završio s 36 nastupa i 13 postignutih pogodaka, više od bilo kojeg drugog igrača iz kluba.
Sljedeću sezonu, 2009./10. Rémy je otvorio postizanjem pogotka već u prvoj ustakmici u 2-0 pobjedi protiv Saint-Étiennea. Mjesec dana kasnije ponovno je postigao tri pogotka u tri utakmice zaredom, protiv Monaca i Lillea u Ligi i Saint-Étiennea u Liga kupu. Dva tjedna nakon toga ponovno je bio strijelac u utakmicama protiv Lorienta i bivšeg kluba Lyona, a 7. studenog 2009. zabio je pobjednički zgoditak, dvije minute prije kraja utakmice, protiv PSG-a na Parku Prinčeva. Pobjednički pogodak postigao je i u sljedećoj utakmici, s bijele točke protiv Toulousea. 10. siječnja 2010. postigao je jedini pogodak u 2-1 porazu od poluprofesionalnog kluba Stade Plabennecois u Liga kupu. 
20. siječnja, nakon razočaravajućeg 1-0 domaćeg poraza od Auxerrea, nezadovoljni navijači Nice navodno su pljuvali na nekoliko svojih igrača, među kojima je bio i Rémy. Tijekom intervjua, Rémy je proglasio postupke navijača potpuno neprihvatljivim i prijetio odlaskom iz kluba u zimskom periodu, ako se takvo nešto ponovi. Do tada su za njega bili zainteresirani veliki klubovi, među kojima i Arsenal, AC Milan i Fiorentina. Također ga se povezivalo i s glasinama o povratku u Lyon kao i o prelasku u Bordeaux. Ipak, Rémy je na kraju ostao u Nici, nakon što su pregovori o njegovom povratku u Lyon propali. Nastavio je s dobrim igrama i postizanjem pogodaka do kraja sezone koji su uključivali dva pogotka u utakmici protiv Boulognea (3-3) te pogodak u posljednjoj utakmici sezone protiv Saint-Étiennea (1-1).

### Marseille
19. kolovoza 2010. na svojim službenim stranicama kluba Olympique de Marseille objavio je da je postignut dogovor s Niceom oko Rémyjevog transfera. Rémy je prošao sve medicinske testove i istog dana potpisao petogodišnji ugovor. Novinarima je prezentiran 20. kolovoza. Iako cijena transfera nikad nije obznanjena, spekulira se da se kreće blizu 15 milijuna Eura. Tijekom press konferencije, predsjednik kluba Jean-Claude Dassier otkrio je da su medicinski testovi ukazali na to da Rémy ima srčanu manu. Zbog toga je Rémy propstio utakmicu protiv Lorienta kako bi se podvrgnuo detaljnijim medicinskim ispitivanjima koji su trebali utvrditi da li će srčana mana utjecati na njegovu karijeru. 24. kolovoza doktori kluba koji su se konzultirali s kardiolozima javili su da Rémy može nastaviti igrati nogomet u Marseilleu bez ikakve bojazni. U klubu je Rémy dobio dres s brojem 11, a svoj debi ostvario je 29. kolovoza u utakmici protiv Bordeauxa. Svoj prvi pogodak za novi klub postigao je 16. listopada u 1-0 pobjedi protiv Nancyja. Sljedećeg tjedna postigao je dva pogotka u 3-1 pobjedi protiv Lillea. U Ligi prvaka Rémy je postigao pogodak u razigravanju po skupinama protiv slovačkog MŠK Žilina i ruskog Spartaka iz Moskve.

## Međunarodna karijera
Rémy je igrao za mlade francuske reprezentacije U-20 i U-21. S reprezentacijom U-20 igrao je Toulon turnir 2007. godine na kojem je postigao pogotke u utakmicama protiv Obale bjelokosti i Japana. Svoj debi za U-21 reprezentaciju ostvario je 15. studenog 2007. godine u prijateljskoj utakmici protiv Armenije. Svoj prvi pogodak za tu reprezentaciju postigao je 25. svibnja 2008. godine u utakmici protiv Nizozemske tijekom turnira u Švedskoj. Svoje posljednje dvije utakmice za U-21 reprezentaciju odigrao je protiv Njemačke u kvalifikacijama za U-21 Europsko nogometno prvenstvo u listopadu 2008. godine koje je Francuska ukupnim rezultatom izgubila 2-1. 
24. ožujka 2008. godine, zbog ozljede Thierryja Henryja, Rémy je pozvan u Francusku nogometnu reprezentaciju čiji izbornik je tada bio Raymond Domenech na prijateljske utakmice protiv Engleske i Malija. Rémy je zaigrao u utakmici protiv Malija, ušavši u igru u 54. minuti umjesto Samira Nasrija. Svoj prvi pogodak za seniorsku reprezentaciju postigao je 9. listopada 2010. tijekom kvalifikacija za Europsko prvenstvo 2012. godine u utakmici protiv Rumunjske koja je završila rezultatom 2-0.

## Statistika

### Klubovi
| Klub                    | Sezona            | Liga    | Liga   | Kup     | Kup    | Liga kup | Liga kup | Continental | Continental | Ostalo  | Ostalo | Ukupno  | Ukupno |
| Klub                    | Sezona            | Nastupi | Golovi | Nastupi | Golovi | Nastupi  | Golovi   | Nastupi     | Golovi      | Nastupi | Golovi | Nastupi | Golovi |
| ----------------------- | ----------------- | ------- | ------ | ------- | ------ | -------- | -------- | ----------- | ----------- | ------- | ------ | ------- | ------ |
| Lyon                    | 2006–07           | 6       | 0      | 0       | 0      | 0        | 0        | 1           | 0           | 0       | 0      | 7       | 0      |
| Lyon                    | 2007–08           | 6       | 0      | 0       | 0      | 1        | 0        | 1           | 0           | 0       | 0      | 8       | 0      |
| Lyon                    | Ukupno            | 12      | 0      | 0       | 0      | 1        | 0        | 2           | 0           | 0       | 0      | 15      | 0      |
| Lens (loan)             | 2007–08           | 10      | 3      | 0       | 0      | 2        | 1        | 0           | 0           | 0       | 0      | 12      | 4      |
| Nice                    | 2008–09           | 32      | 11     | 1       | 0      | 3        | 0        | 0           | 0           | 0       | 0      | 36      | 11     |
| Nice                    | 2009–10           | 34      | 14     | 1       | 1      | 1        | 1        | 0           | 0           | 0       | 0      | 36      | 16     |
| Nice                    | 2010–11           | 2       | 1      | 0       | 0      | 0        | 0        | 0           | 0           | 0       | 0      | 2       | 1      |
| Nice                    | Ukupno            | 68      | 26     | 2       | 1      | 4        | 1        | 0           | 0           | 0       | 0      | 74      | 28     |
| Marseille               | 2010–11           | 21      | 15     | 1       | 0      | 2        | 0        | 7           | 2           | 0       | 0      | 41      | 17     |
| Marseille               | 2011–12           | 29      | 12     | 3       | 1      | 3        | 4        | 6           | 2           | 1       | 1      | 42      | 20     |
| Marseille               | 2010–11           | 8       | 0      | 0       | 0      | 0        | 0        | 4           | 2           | 0       | 0      | 12      | 2      |
| Marseille               | Ukupno            | 68      | 27     | 4       | 1      | 5        | 4        | 17          | 6           | 1       | 1      | 95      | 39     |
| Queens Park Rangers     | 2012–13           | 14      | 6      | 0       | 0      | 0        | 0        | 0           | 0           | 0       | 0      | 14      | 6      |
| Newcastle United (loan) | 2013–14           | 26      | 14     | 1       | 0      | 0        | 0        | 0           | 0           | 0       | 0      | 27      | 14     |
| Queens Park Rangers     | 2014–15           | 1       | 0      | 0       | 0      | 0        | 0        | 0           | 0           | 0       | 0      | 1       | 0      |
| Ukupno u karijeri       | Ukupno u karijeri | 199     | 76     | 7       | 2      | 12       | 6        | 19          | 6           | 1       | 1      | 238     | 91     |

### Međunarodni nastupi
| Reprezentacija | Sezona  | Nastupi | Golovi | Asistencije |
| -------------- | ------- | ------- | ------ | ----------- |
| Francuska      | 2008–09 | 1       | 0      | 0           |
| Francuska      | 2009–10 | 0       | 0      | 0           |
| Francuska      | 2010–11 | 10      | 1      | 0           |
| Francuska      | 2011–12 | 6       | 3      | 1           |
| Francuska      | 2012–13 | 1       | 0      | 0           |
| Francuska      | 2013–14 | 5       | 1      | 0           |
| Ukupno         | Ukupno  | 23      | 5      | 1           |